# ضخ المياه الجوفية
ضخ المياه الجوفية (بالإنجليزية: Groundwater discharge)‏، هو معدل التدفق الحجمي للمياه الجوفية من خلال طبقة المياه الجوفية. ويعبر عن إجمالي تصريف المياه الجوفية. وتكون المعادلة كالتالي: 
{\displaystyle Q={\frac {dh}{dl}}KA}
حيث أن  :
Q هو مجموع تصريف المياه الجوفية ([L3·T−1]; m3/s),
K هو الموصلية الهيدروليكية من طبقة المياه الجوفية ([L·T−1]; m/s),
dh/dl هو التدرج الهيدروليكي ([L·L−1]);
A هي المنطقة التي تتدرج المياه الجوفية من خلالها ([L2]; m2)